# Haus Schminke

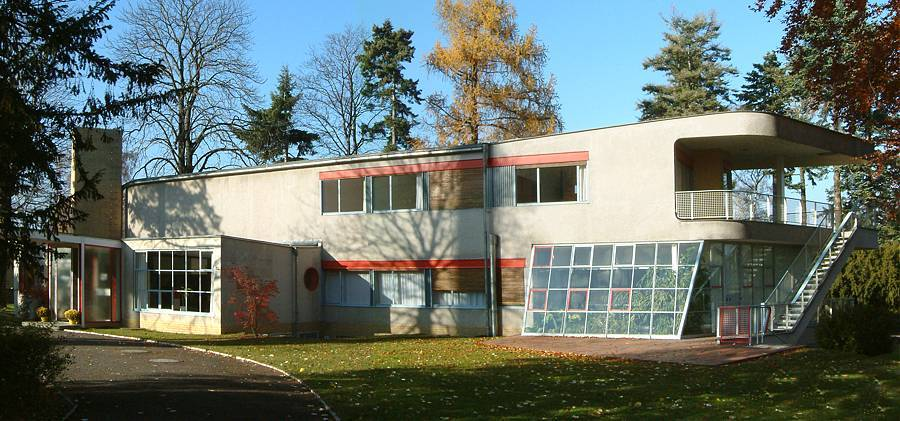
Haus Schminke

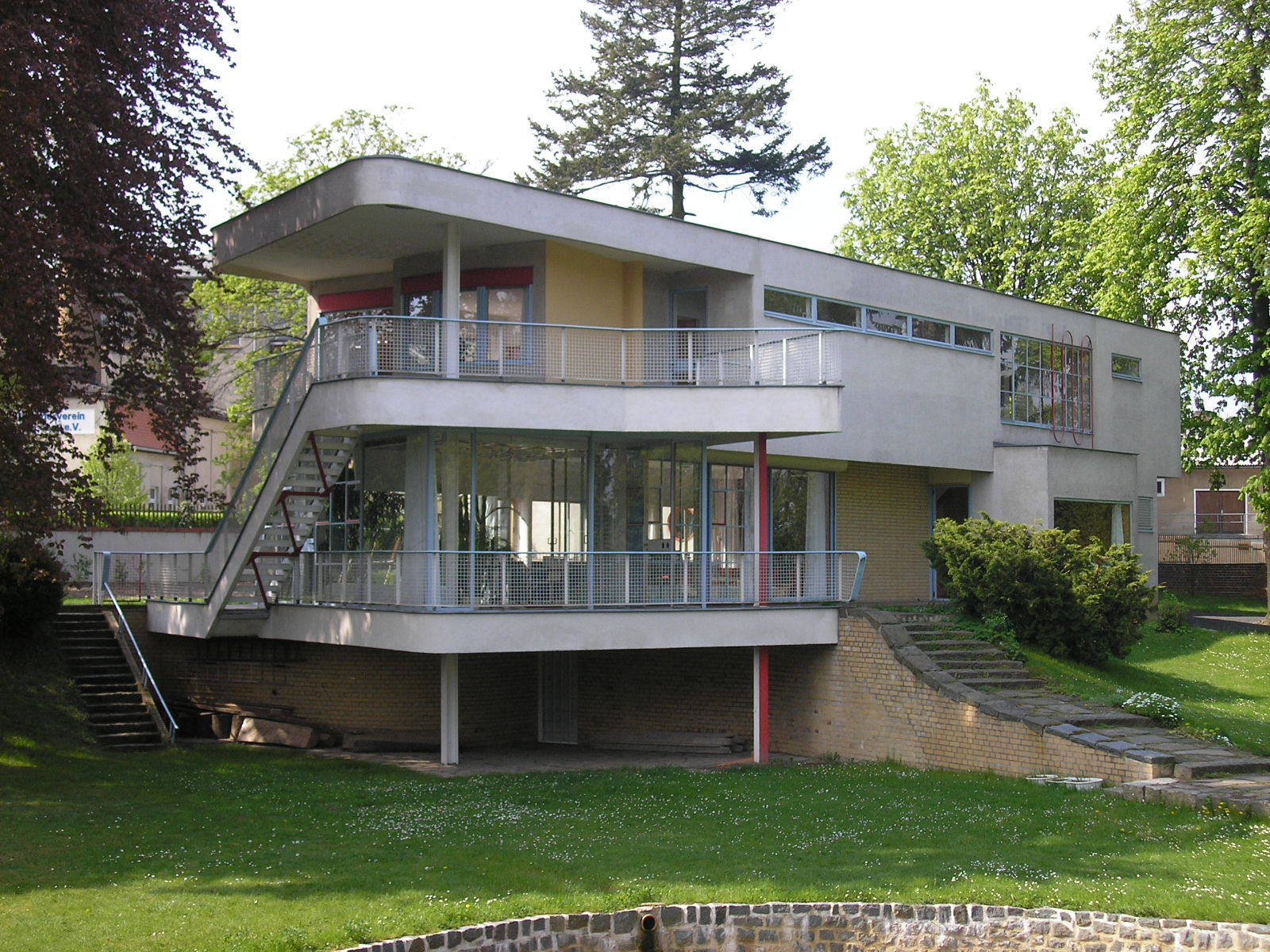
Haus Schminke

Haus Schminke är ett bostadshus ritat av Hans Scharoun och uppfört 1932–1933 i Löbau i Sachsen. Det byggdes på uppdrag av fabrikanten Fritz Schminke och hans fru Charlotte Schminke. 

## Bagrund
Makarna Schminke gav Hans Scharoun uppdraget sedan de besökt Weissenhofsiedlung i Stuttgart där Scharoun medverkat med ett hus. Makarna Schminke var väl förtrogna med dåtidens arkitekturideal. Huset byggdes i närheten av fabriken Loeser & Richter, företaget som Schminke ägde. Huset skulle vara "ett modernt hus för två föräldrar, fyra barn och en till två gäster". Det skapades bland annat med det så kallade Frankfurterköket.

## Arkitektur
Scharoun utmärker sig genom att företräda en organisk arkitektur som grundade sig i Hugo Härings arkitekturteori. Haus Schminke består inte bara av det som utmärker Neues Bauen med rätvinklighet och kubiska former utan Scharoun har anpassat det till omgivningarna. Huset utmärks bland annat genom ståltrapporna som förbinder balkongerna, element och formspråk inspirerade från sjöfarten. Scharoun såg huset som det som låg honom närmast. Trädgården är skapad av Herta Hammerbacher.

## Historia
1933 flyttade familjen Schminke in i huset. I samband med krigsslutet 1945 flydde familjen Schminke från Löbau. När de återkom hade huset beslagtagits och huserades av en militärkommendaturen. I juli 1946 återfick familjen huset men tvingades samtidigt ge ifrån sig sitt företag då de ansågs vara krigsförbrytare då företaget levererade till Wehrmacht under kriget. Fritz Schminke satt i krigsfångenskap 1945-1948. År 1951 lämnade familjen Löbau och flyttade till Celle. Huset kom nu att användas av ungdomsorganisationen FDJ som fritidsgård. 1952 togs huset återigen ifrån familjen. 1963 användes det under namnet Pionierhaus Oswald Richter och blev 1990 fritidsgård. Huset kulturminnesmärktes 1978. 1999-2000 återställdes huset i originalskick. 2007 är huset i Stiftung Haus Schminkes regi som ger guidade turer och möjlighet finns att övernatta i huset.  